# 沙上区

沙上區行政區劃圖

沙上區（：／ Sasang gu */?）是大韓民國釜山廣域市西部的一個區，西臨洛東江。面積35.84平方公里，2007年人口226,387人。下分14洞。
原與沙下區同屬沙川面，屬東萊郡。1963年改屬釜山鎮區，1975年改由市直轄，1978年改屬北區。1995年升格為區。

## 交通
釜山地鐵2號線、京釜線、伽倻線經過。